# なかよし広場
なかよし広場（なかよしひろば）は1961年4月8日から1961年9月30日までNHK総合テレビで放送されていたテレビ番組。

## 概要
子ども向けバラエティー番組。前番組『びっくりスコープ』から引き続き三国一朗が司会を務める。

## 放送時間
- 土曜17:45-18:10

## 出演者
- 司会：三国一朗
- 浅野寿々子、池田秀一

## 放送日とゲスト
1. 1961年4月08日 早稲田大学応援部、慶応応援指導部
2. 1961年4月15日
3. 1961年4月22日 デンマーク少年鼓笛隊
4. 1961年4月29日 森下洋子
5. 1961年5月06日 川崎プッペ
6. 1961年5月13日 江戸家猫八
7. 1961年5月20日
8. 1961年5月27日 吉沢章
9. 1961年6月03日 サトウ・ハチロー、西川辰美、石井好子
10. 1961年6月10日 谷古茂
11. 1961年6月17日 宮田昭三郎
12. 1961年6月24日 佐々木八郎、佐渡民謡研究会
13. 1961年7月01日
14. 1961年7月08日 関根吉郎
15. 1961年7月15日 富永正一
16. 1961年7月22日 大賀一郎
17. 1961年7月29日 まんが姉妹
18. 1961年8月05日
19. 1961年8月12日
20. 1961年8月19日 佐藤高子
21. 1961年8月26日 群馬県富岡市吉田小学校児童無人駅を守るこども会
22. 1961年9月02日 田中徳太郎
23. 1961年9月09日
24. 1961年9月16日
25. 1961年9月23日 高木東六
26. 1961年9月30日 中島宏子

## スタッフ
- 構成：瀬田美樹男、北川幸比古、スドオ・テルオ
- 音楽：平井哲三郎